# Georg Wolfgang Franz Panzer
Georg Wolfgang Franz Panzer (Etzelwang, Palatinado, 31 de Maio de 1755 † Hersbruck, 28 de junho de 1829) foi médico, botânico e entomologista alemão.